# Черкасская (приток Дона)
Черкасская — протока в России, протекает в Ростовской области. Устье реки находится на 66-м км левого берега реки Дон. Длина реки составляет 10 км.
Имеет левый приток — ерик Подпольный.

## Данные водного реестра
По данным государственного водного реестра России относится к Донскому бассейновому округу, водохозяйственный участок реки — Дон от впадения реки Северский Донец и до устья, без рек Сал и Маныч, речной подбассейн реки — бассейн притоков Дона ниже впадения Северского Донца. Речной бассейн реки — Дон (российская часть бассейна).
Код объекта в государственном водном реестре — 05010500912107000017625.